# 다케다테촌
다케다테촌(竹館村)은 아오모리현 미나미쓰가루군에 설치되었던 촌이다. 현재의 히라카와시에 해당한다.

## 연혁
- 1889년 4월 1일 - 정촌제 시행에 의해 미나미쓰가루군 가라타케촌, 오키다테촌, 신타테촌, 히로후네촌, 오구니촌, 기리아케촌, 가즈카와촌이 합병되어 다케다테촌이 발족하였다.
- 1895년 - 미나미쓰가루군 오자키촌을 편입하였다.
- 1901년 7월 1일 - 오오지마치이가 분립해 미나미쓰가루군마치이무라가 발족.
- 1955년 3월 1일 - 미나미쓰가루군 가시와기정, 다이코지정, 마치이촌, 오자키촌과 합병해, 히라가정이 되어 소멸하였다.